# Nøgne ø

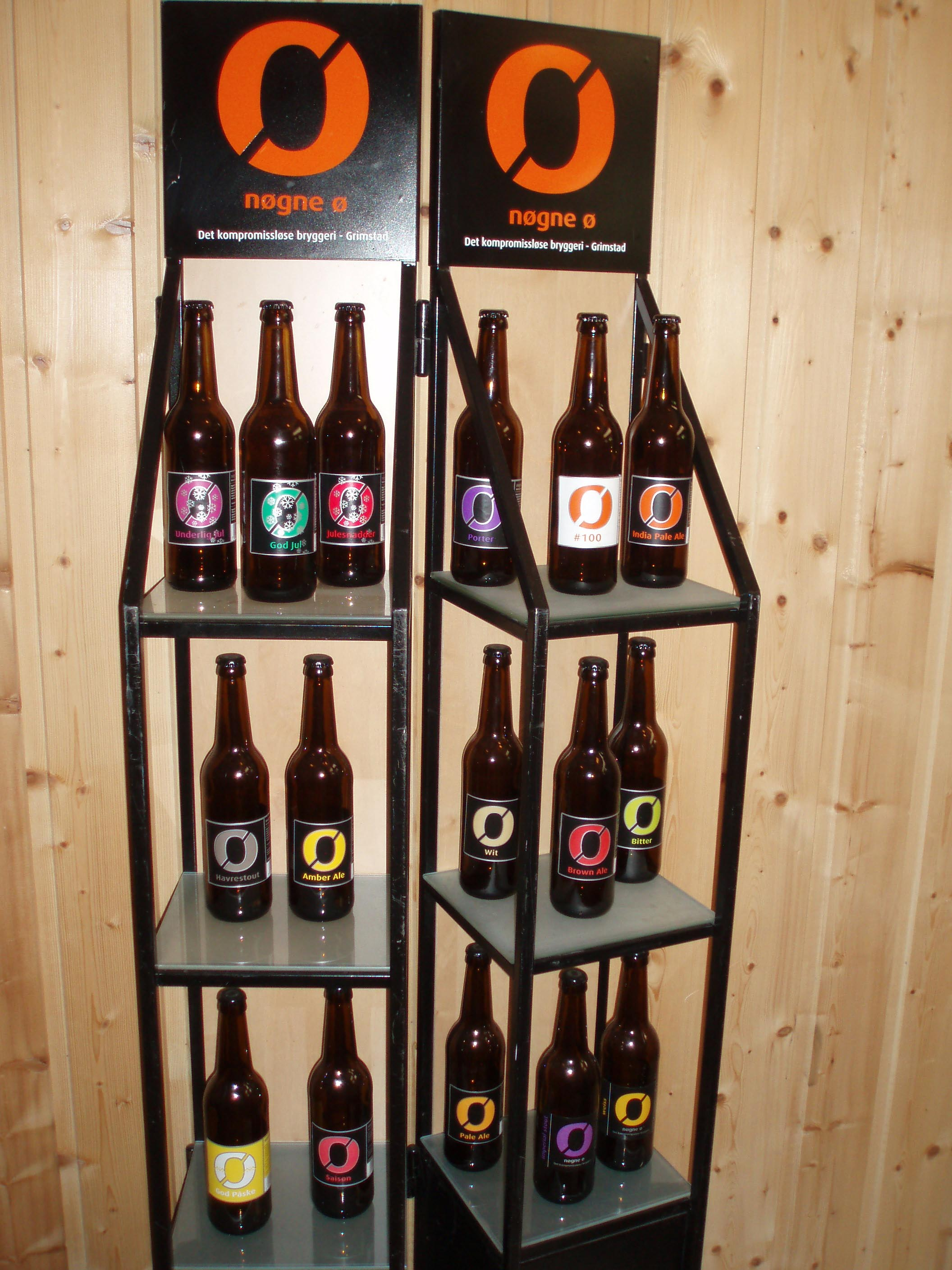
Différentes bières produites par la brasserie Nøgne ø.

Nøgne ø est une brasserie indépendante fondée en 2002 par Gunnar Wiig et Kjetil Jikiun à Grimstad en Norvège.